# Shōnan Jun’ai Gumi!
Shōnan Jun’ai Gumi! (jap. 湘南純愛組!, dt. „die Wahre-Liebe-Bande von Shōnan“) ist eine abgeschlossene Manga-Serie des japanischen Mangaka Tōru Fujisawa. Sie lief von 1991 bis 1996 und wurde in insgesamt 31 Bänden veröffentlicht. Shōnan Jun’ai Gumi! ist die Vorgeschichte zum auch in Deutschland erschienen Manga Great Teacher Onizuka. Ähnlich wie dieser kann man den Manga den Genres Komödie und Drama zuordnen. Auf Basis des Mangas wurde später auch ein Anime und eine Realfilm-Reihe produziert.

## Handlung
Die Handlung des Mangas dreht sich um das Duo Eikichi Onizuka (鬼塚 英吉) und Ryūji Damma (弾間 龍二) auf ihren Weg, ihre Jungfräulichkeit zu verlieren und erwachsen zu werden. Beide sind gefürchtete Bōsōzoku, welche bekannt sind für ihre Zähigkeit und Härte im Kampf. Jedoch wirkt dieser Lebensstil nicht gerade anziehend auf die Damenwelt, so dass beide beschließen, ihr Leben zu ändern, was jedoch leichter gesagt als getan ist. Während die Handlung voranschreitet, lernt der Leser eine große Bandbreite an Freunden sowie Feinden kennen, wie sie in die verrücktesten Situationen geraten und wieder herauskommen.

## Veröffentlichungen

### Manga
Der Manga wurde von März 1991 bis Dezember 1996 in Einzelkapiteln im Shōnen Magazine veröffentlicht und in 31 Tankōbon zusammengefasst. In Kanada und den USA wird der Manga von Tokyopop unter dem Titel GTO: The Early Years veröffentlicht, in Italien von Dynit und in Frankreich von Pika Édition. International wurde der Manga auch als The Pure Love Gang of Shonan Beach bekannt.

### Anime
Auf der Grundlage des Mangas wurde von 1994 bis 1997 auf VHS eine fünfteilige OVA veröffentlicht, welche von den Studios Lifework und J.C.Staff produziert wurde. Regie führte bei den ersten beiden Folgen Katsumi Minoguchi, danach für je eine Folge Gyō Suzuki, Takeshi Yamaguchi und Noboru Matsui. Das Drehbuch schrieb Hideo Nanbu und der verantwortliche Produzent war Mitsuo Sejima. Die Musik komponierte Masakana Saeki
Außerhalb Japans wurde die OVA bisher nicht veröffentlicht.
Synchronisation
| Rolle           | japanischer Sprecher (Seiyū) |
| --------------- | ---------------------------- |
| Eikichi Onizuka | Issei Futamata               |
| Ryūji Damma     | Hideyuki Hori                |
| Machida         | Ikuya Sawaki                 |
| Mitsuaki Okubo  | Hisao Egawa                  |
| Ayumi Murakoshi | Hiromi Tsuru                 |
| Mariko Izumo    | Masako Katsuki               |

### Realfilm
Von 1995 bis 1997 wurde basierend auf dem Manga auch eine Realfilmreihe als V-Cinema gedreht. Die Reihe umfasste 5 Episoden mit einer jeweiligen Spieldauer von 93 Minuten. Die Schauspieler Naoki Miyashita (Eikichi Onizuka) und Yoshiyuki Yamaguchi (Ryūji Damma) spielten jeweils die Hauptrollen. Außerhalb Japans wurde die Serie bisher nicht veröffentlicht.